# Miliarium (Lancieux)

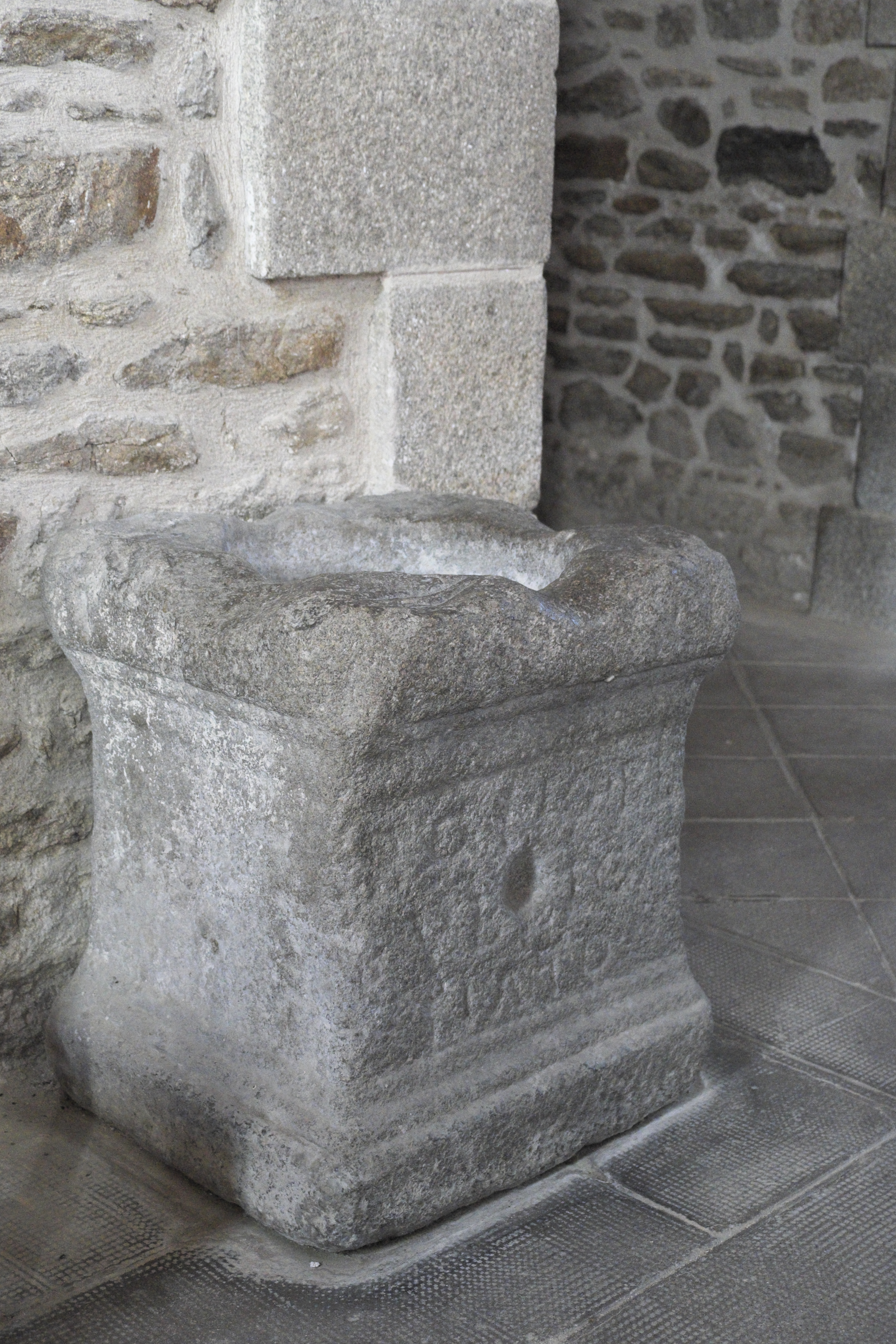
Weihestein in Lancieux

Beim sogenannten Miliarium (französisch Borne routièr oder Borne milliaire, deutsch Meilenstein) in Lancieux, einer französischen Gemeinde im Département Côtes-d’Armor in der Region Bretagne, handelt es sich um einen römischen Weihestein mit Inschrift aus dem 4. Jahrhundert. Entgegen früheren Annahmen, die sich in der Bezeichnung des Objekts erhalten haben, handelt es sich nicht um einem Meilenstein, sondern eine Statuenbasis oder einen kleinen Altar.
Im Jahr 1918 wurde der Weihestein unter der Bezeichnung „Borne routière“ als Monument historique in die Liste der geschützten Objekte in Frankreich (Base Palissy) aufgenommen.
Der 71 cm hohe Stein, der aus einem Granitblock geschaffen wurde, steht heute in der Kirche St-Cieux in Lancieux und wird als Weihwasserbecken genutzt. Dafür wurde oben eine Vertiefung ausgebrochen. 
Die Inschrift an der Vorderseite des rechteckigen Blockes lautet: BONO REI / PUBLICAE / NATO.
Diese Weiheinschrift findet sich auf mindestens 19 Steinmonumenten, die als Statuenbasen oder Weihealtäre identifiziert werden können. Sie waren einem Augustus oder Caesar des 4. Jahrhunderts geweiht, möglicherweise Konstantin.